# Marco Pellitteri
Marco Pellitteri (Palermo, 25 luglio 1974) è un saggista e sociologo italiano.

## Biografia
Ha conseguito il dottorato di ricerca in sociologia e ricerca sociale presso l'Università di Trento, è stato Honorary Research Fellow (2010-2013) presso la London Metropolitan University, ha conseguito due Post-Doc Research Fellow con la Japan Foundation e la Japn Society for the Promotion of Science presso l'Università di Kobe dal 2013 al 2018, ha insegnato nella facoltà di Giornalismo e Comunicazione della Shanghai International Studies University (2018-2020) e dal 2020 è professore associato di Media e Comunicazione nella Facoltà di Scienze Umane e Sociali della Xi‘an Jiaotong-Liverpool University. In qualità di sociologo, è specializzato in sociologia dei processi culturali e dei media e nelle relazioni fra i media e i giovani, con particolare riferimento ai linguaggi visual-narrativi.
I suoi studi si concentrano su fumetto, animazione, televisione, comunicazione, videogiochi (dialettiche fra produzione, consumo e rappresentazioni mediatiche). Ha condotto ricerche per la “grande école“ «Sciences Po» di Parigi e le Università di Trento e Kōbe, con l'Istituto Iard e con l'Istituto IsiCult. È autore dei libri Sense of Comics, Mazinga Nostalgia, Anatomia di Pokémon, Conoscere l'animazione, Il Drago e la Saetta, e di numerosi saggi accademici in volume e rivista editi in Italia e all'estero.
Dal 2004 è direttore scientifico della casa editrice Tunué, per la quale cura tutte le collane di saggistica, e dal 2008 e per alcuni anni ha ricoperto un incarico simile per la Mostra Internazionale dei Cartoonists di Rapallo.
È stato traduttore di testi di sociologia, politica, economia e culture pop per diversi editori, tra i quali Jaca Book, Tunué, Cooper-Banda Larga Editore. Fra i molti libri tradotti o curati, Vita di Walt Disney. Uomo, sognatore e genio di Michael Barrier, Maledetti fumetti! Come la grande paura per i «giornaletti» cambiò la società statunitense, Generazione Otaku. Uno studio della postmodernità di Hiroki Azuma, alcuni discorsi ufficiali di Barack Obama, Il Manga. Storia e universi del fumetto giapponese di Jean-Marie Bouissou, e Storia dell'animazione giapponese. Autori, arte, industria, successo dal 1917 a oggi di Guido Tavassi.

## Opere
- Sense of comics. La grafica dei cinque sensi nel fumetto, 1998, Castelvecchi
- Mazinga Nostalgia. Storia, valori e linguaggi della Goldrake-generation, 1999, Castelvecchi, I ed.
- Anatomia di Pokémon. Cultura di massa ed estetica dell'effimero fra pedagogia e globalizzazione (a cura di), 2002, Seam
- Conoscere l'animazione. Forme, linguaggi e pedagogie del cinema animato per ragazzi, 2004, Valore Scuola
- Il Drago e la Saetta. Modelli, strategie e identità dell'immaginario giapponese, 2008, Tunué (tradotto anche in inglese con il titolo The Dragon and the Dazzle nel 2010)
- I manga. Introduzione al fumetto giapponese, 2021, Carocci